# Brammetje Baas (toneelstuk)
Brammetje Baas is een toneelstuk in 2015 geproduceerd door de theaterproducent Henrike van Engelenburg. Het is gebaseerd op het prentenboek van Tamara Bos. Brammetje werd gespeeld door Robbie Aldjufri, Pippa Poppeling – zijn tegenspeelster - werd vertolkt door Maria Noë. Brammetje heeft ADHD en de voorstelling laat zien, hoe het werkt in de hersenen van kinderen met dit soort stoornis: "In deze theatervoorstelling staat Brammetje tegenover een celliste, gespeeld door Maria Noë, die in de veronderstelling verkeert te moeten optreden. Daar krijgt ze echter de kans niet toe door het ‘drukke gedoe’ van Brammetje Baas. Telkens als ze wil beginnen, ziet hij weer wat nieuws."
In 2017 is het Reumafonds een samenwerking aangegaan met de theatervoorstelling Brammetje Baas, om aandacht te vestigen op de kwestie van de mobiliteit. Brammetje is erg beweeglijk, wat je ook terugziet in zijn hectische spel op het podium, maar hoe is het als je problemen met het bewegen ondervindt? Het doel van het reumafonds was scholieren te informeren over het Hypermobiliteitssyndroom en begrip te wekken voor deze aandoening.